# エリック・ヤン
エリック・ユェン（Eric S. Yuan、中国語: 袁征; 拼音: Yuán Zhēng、1970年2月20日 -）は、中国出身で現在はアメリカ国籍の中国系アメリカ人の実業家。Zoomビデオコミュニケーションズの創設者であり、その22%を保有している。70億アメリカドルの純資産を持っており、『フォーブス』の世界長者番付で293位に入っている。

## 若いころの経歴
鉱山技師の子に生まれる。中国の山東省泰安市に生まれ育った。4年生の時、銅をリサイクルして現金を得るために建築廃材を回収していた。
1987年、大学1年生だったとき、ガールフレンドを「訪ねる」ために10時間電車に乗っているうちにテレビ電話ソフトウェアの開発に触発された。山東科技大学で応用数学の学士を取得し、中国鉱業大学で鉱山工学(mining engineering)の修士号を取得した。スタンフォード大学のエグゼクティブプログラムに参加した。
1994年に日本で講演を行ったビル・ゲイツに触発され、シリコンバレーに渡りテックブームに加わった。
1997年、27歳の時に9度目のトライでビザを取得し、英語をほとんど話せないまま渡米した。

## 経歴
1997年、WebExに入社した。そこではいつも一晩中コンピュータコードを書いており、他にはサッカーをする趣味の時間を作るしかしなかった。WebExは2007年にシスコシステムズに買収され、ヤンはエンジニアリング部門の副部門長になった。
2011年にシスコの経営陣に対してスマートフォンで使いやすい新たなビデオ会議システムを提案した。このアイデアは却下され、ヤンはシスコを離れZoomビデオコミュニケーションズを設立した。
当初、投資家の多くが市場は飽和状態にあると考えていたため、投資家を見つけ出すのに苦労した。
2019年、Zoomは新規株式公開で公開会社となり、ヤンは初めて億万長者となった。

## 私生活
22歳、中国鉱業大学の修士学生であったときに結婚している。